# Anton Reichenow
Georg Anton Eugen Reichenow, conocido como Anton Reichenow (Charlottenburg, 1 de agosto de 1847 - Hamburgo, 6 de julio de 1941) fue un ornitólogo alemán. A finales del siglo XIX y principios del XX fue considerado uno de los más importantes sistemáticos de aves de Alemania y Europa y se especializó en aves africanas de las entonces colonias alemanas.

## Biografía

### Primeros años
Anton Reichenow era hijo de un profesor y desde adolescente se interesó por la ornitología. Estudió química en Berlín y luego zoología en Greifswald con su amigo y más tarde compañero de viaje Wilhelm Lühder. Tras participar en la guerra franco-prusiana de 1870/71, se doctoró con una tesis sobre la formación de las patas de las aves.   
En 1874 se convirtió en asistente del Museo de Historia Natural de Berlín. En 1878 se casó con Marie Cabanis, la hija mayor de Jean Cabanis, director del departamento de ornitología de dicho museo. Hasta 1883 colaboró también en el departamento de peces y reptiles. En 1888 fue nombrado responsable de la colección de exposiciones de peces, aves y reptiles. Se hizo cargo del departamento de ornitología tras la marcha de su suegro, Jean Cabanis, en 1892. En 1893 se convirtió en secretario general de la Sociedad Ornitológica Alemana, sucediendo en el puesto también a Jean Cabanis. Finalmente, en 1906 fue nombrado subdirector del museo berlinés.  
Expedición al África
De 1872 a 1873 participó en una expedición científica a Costa de Marfil, recorriendo también territorios de Gabón y Camerún. Viajó con Reinhold Wilhelm Buchholz y con Wilhelm Lühder, que falleció de malaria durante la expedición, en marzo de 1873. El propio Reichenow enfermó de malaria y tuvo que regresar a Alemania.
Como resultado de los trabajos realizados durante la expedición y más tarde en Alemania, se sentaron las bases para el conocimiento de la fauna avícola de la región del Camerún. 

### Actividad científica
Reichenow fue el sistemático de aves más importante de Alemania durante las dos últimas décadas del siglo XIX. Diseñó un sistema para definir regiones zoológicas desde un punto de vista ornitológico y a partir de 1875 inició la creación de estaciones de observación de aves en Alemania. Publicó más de quinientos artículos científicos y utilizó su nombre de autor “Rchw” en las descripciones de 950 taxones de aves. Además de su campo de estudio, la ornitología, también estudió reptiles y anfibios.
Creó una colección de pieles en el Museo de Historia Natural de Berlín con fines de investigación y sistemáticos. Reichenow amplió considerablemente la sección de África. Examinó animales que su amigo Gustav Fischer había traído del norte de África Oriental y las colecciones de Richard Böhm del sur de África Oriental. Cuando se jubiló en 1921, la colección de pieles del museo había crecido hasta alcanzar los sesenta mil especímenes.
En su honor se han nombrado varias especies de aves, como Anthrepes reichenowi, Pionus reichenowi, Streptopelia reichenowi y Pitta reichenowi.

### Actividad literaria
Como no podía vivir sólo con el sueldo que recibía del museo, Reichenow pronto desarrolló una intensa actividad periodística. Entre otras cosas, fundó en 1879 la revista Deutsche Acclimatisation. Fichas informales para la aclimatación, cuidado y cría de aves. Publicó libros sobre aves exóticas y loros y escribió artículos sobre descubrimientos ornitológicos. De 1893 a 1921 fue redactor jefe del Journal für Ornithologie. Durante este tiempo, también publicó informes ornitológicos mensuales. 
Como especialista en ornitología africana, publicó varios volúmenes sobre las aves de África, Die Vogel Africas (1900 a 1905) y Die Vogel der Bismarckinseln (1899), que sentaron las bases para el estudio de la fauna de este continente. 

### Últimos años
Después de su jubilación en 1921, se trasladó a Hamburgo, donde vivía su hijo y continuó trabajando activamente en el Museo Zoológico de la ciudad. Residió en Hamburgo hasta su muerte en 1941.

## Otras publicaciones
- Die Negervölker in Kamerun. Berlín, 1873
- Vogelbilder aus fernen Zonen - Abbildungen und Beschreibungen der Papageien. Verlag von Theodor Fischer, Kassel, 1878-1883
- Die deutsche Kolonie Kamerun. Berlín, 1884
- Die Vogelwelt von Kamerun. 1890-1892
- Die Vogelfauna der Umgegend von Bismarckburg. 1893
- Die Vögel Deutsch-Ostafrikas. Berlín, 1894
- Vögel des Weltmeeres. 1908
- Die Vögelfauna des mittelafrikanischen Seengebiets. Leipzig, 1911
- Die ornithologischen Sammlungen der zoologischbotanischen Kamerunexpedition. Berlín, 1911
- Die Kennzeichen der Vögel Deutschlands. Verlag Neumann, 1902
- Die Vögel. Handbuch der systematischen Ornithologie. Stuttgart, 1913

## Abreviatura (zoología)
La abreviatura Reichenow  se emplea para indicar a Anton Reichenow como autoridad en la descripción y taxonomía en zoología.